# Debelah Morgan
Debelah Laksh Morgan (Detroit, 29 settembre 1973) è una cantante statunitense.

## Biografia
Debelah Morgan ha scritto la sua prima canzone all'età di otto anni, poco dopo aver formato un coro femminile con delle amiche. A 15 anni ha vinto il concorso di bellezza Miss Teen Black Arizona. Ha firmato un contratto con la Atlantic Records nel 1994, sotto cui nel giugno dello stesso anno ha pubblicato l'album di debutto Debelah.
Nel 1998 la Motown Records ha pubblicato Yesterday, il singolo di lancio del suo secondo album, che è diventato il suo primo ingresso nella Billboard Hot 100 statunitense, raggiungendo il 56º posto e vendendo più di 200 000 copie. Il disco, It's Not Over, è uscito nello stesso settembre.
Due anni dopo, nuovamente con la Atlantic Records, è uscito il singolo Dance with Me, il suo più grande successo: ha infatti raggiunto l'8ª posizione della classifica statunitense ed è entrato nelle top 10 di Australia, Regno Unito e Romania e nelle top 20 di Austria, Germania, Nuova Zelanda e Svizzera. Ha inoltre ricevuto un disco di platino in Australia per aver venduto più di 70 000 copie a livello nazionale. Tuttavia, né l'album Dance with Me, uscito ad agosto 2000, né i singoli successivi hanno ottenuto successo commerciale.
Sotto l'etichetta indipendente RansomWear, Debelah Morgan ha pubblicato il suo quarto album Light at the End of the Tunnel in edizione fisica limitata. Si tratta del suo primo album gospel dopo tre dischi pop, dance e R&B.

## Discografia

### Album in studio
- 1994 – Debelah
- 1998 – It's Not Over
- 2000 – Dance with Me
- 2005 – Light at the End of the Tunnel

### Singoli
- 1994 – Take It Easy
- 1994 – Free
- 1998 – Yesterday
- 1998 – I Love You
- 2000 – Dance with Me
- 2001 – I Remember
- 2001 – Close to You
- 2001 – Why Did You Have to Be?
- 2005 – Just as I Am